# Aimez-moi ce soir
Pour plus de détails, voir Fiche technique et Distribution.
Aimez-moi ce soir (titre original : Love Me Tonight) est un film musical américain réalisé par Rouben Mamoulian, sorti en 1932.

## Synopsis
L'histoire commence à Paris alors qu'un tailleur (Maurice Chevalier) ouvre sa boutique. Un de ses clients, le jeune vicomte de Varese (Charles Ruggles) ne venant pas régler les nombreux costumes qu'il lui a confectionnés, Maurice se rend au château où habite l'oncle du vicomte. Sur le chemin, il rencontre une jeune femme (Jeanette MacDonald) dont il tombe aussitôt amoureux. Celle-ci, le croyant fou, refuse de dire son nom et s'éloigne. À son arrivée au château, le vicomte, n'ayant pas envie que sa famille sache qu'il a des dettes, fait passer Maurice pour un baron. Le tailleur ne proteste pas étant donné que la jeune femme rencontrée sur la route est princesse et qu'elle vit au château.

## Fiche technique
- Titre : Aimez-moi ce soir
- Titre original : Love Me Tonight
- Réalisation : Rouben Mamoulian
- Scénario : Samuel Hoffenstein, Waldemar Young, George Marion d'après la pièce Le Tailleur au château de Paul Armont et Léopold Marchand
- Photographie : Victor Milner
- Montage : Rouben Mamoulian et William Shea (non crédités)
- Musique : Richard Rodgers
- Lyrics : Lorenz Hart
- Décors : Hans Dreier
- Costumes : Travis Banton et Edith Head
- Producteur : Rouben Mamoulian
- Société de production : Paramount Pictures
- Pays d'origine :  États-Unis
- Format : Noir et blanc - 35 mm - 1,37:1 - Son mono
- Genre : Film musical
- Durée : 104 minutes
- Date de sortie : USA : 13 août 1932 (première à New York), 17 août 1932 (sortie nationale) ; France : 7 octobre 1932

## Distribution
- Maurice Chevalier : Maurice

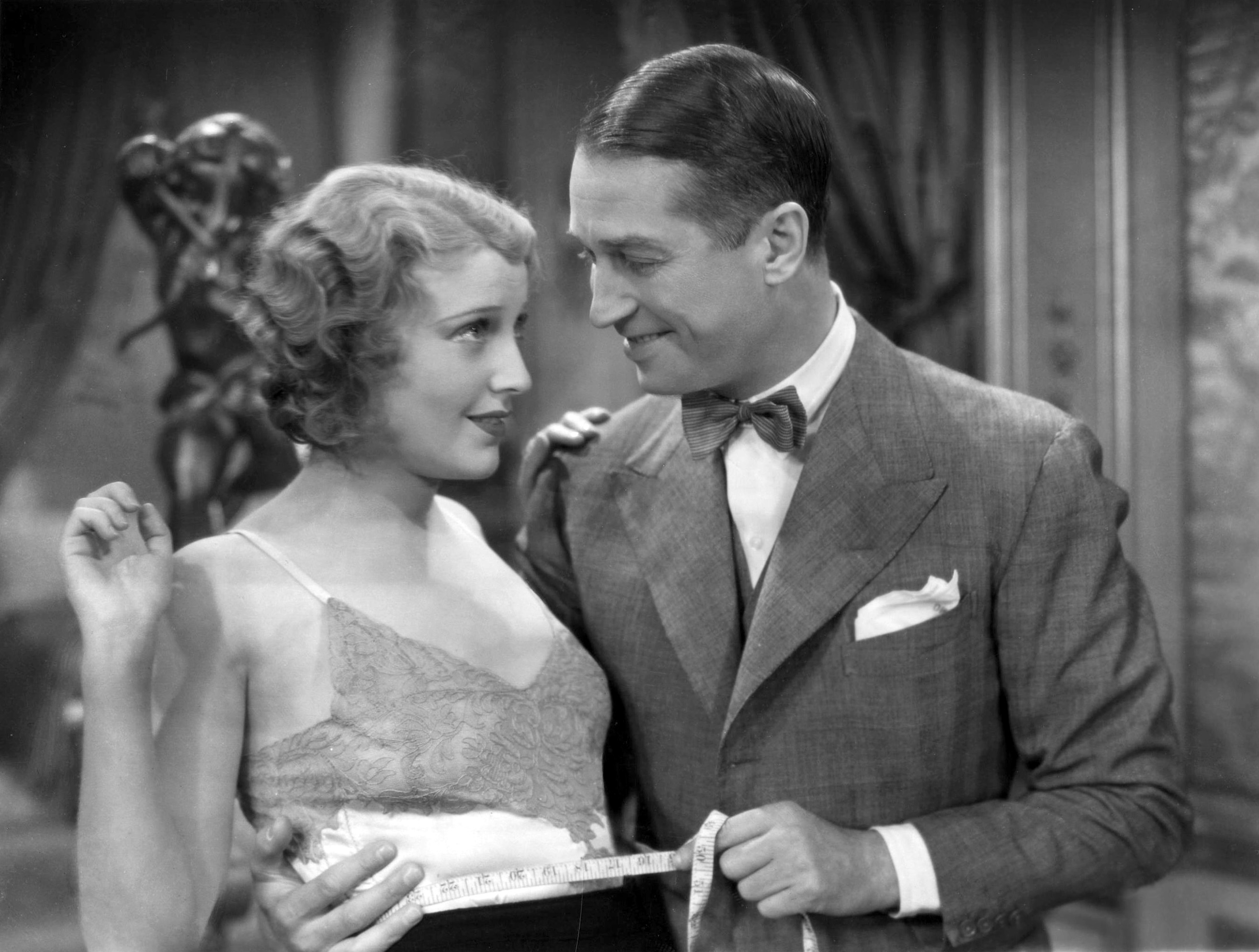
Jeanette MacDonald et Maurice Chevalier dans une scène du film.

- Jeanette MacDonald : la princesse Jeanette
- C. Aubrey Smith : le Duc d'Artelines
- Charles Ruggles : le vicomte de Varese
- Myrna Loy : la comtesse Valentine
- Charles Butterworth : le comte de Savignac
- Robert Greig : Flammand, le majordome
- Joseph Cawthorne : Dr Armand de Fontinac
- Blanche Friderici : Troisième tante

Et, parmi les acteurs non crédités :
- Cecil Cunningham : Une blanchisseuse
- Carrie Daumery : La douairière
- George Davis : Pierre Dupont
- Clarence Wilson : Un blanchisseur
- Rolfe Sedan : Un chauffeur de taxi

## Chansons du film
- The Song of Paree
- Isn't It Romantic?
- Lover
- Mimi
- I Am an Apache
- Love Me Tonight

## À noter
- Ernst Lubitsch indisponible, le patron de la Paramount Pictures, Adolph Zukor, demanda à Rouben Mamoulian de réaliser un nouveau film musical avec Maurice Chevalier et Jeanette MacDonald. Le réalisateur travailla d'une façon peu coutumière : il n'écrivit le scénario, inspiré d'une pièce française, qu'après avoir travaillé sur la partition musicale avec Richard Rodgers et Lorenz Hart.